# Bernhard Klein
Bernhard Joseph Klein (ur. 6 marca 1793 w Kolonii, zm. 9 września 1832 w Berlinie) – niemiecki kompozytor.

## Życiorys
W 1812 roku wyjechał do Paryża, gdzie studiował u Alexandre’a-Étienne’a Chorona twórczość dawnych mistrzów, a także pobierał naukę u Luigiego Cherubiniego. W zakresie kompozycji był w dużej mierze samoukiem. Po powrocie do rodzinnej Kolonii został dyrektorem muzycznym tamtejszej katedry, od 1818 roku przebywał natomiast w Berlinie, gdzie do 1830 roku uczył śpiewu na uniwersytecie. W 1824 roku gościł przez pewien czas w Rzymie, gdzie studiował muzykę kościelną. Wykładał też w berlińskim Königliches Institut für Kirchenmusik, jednak w 1829 roku na skutek konfliktu z jego założycielem Carlem Friedrichem Zelterem zrezygnował ze stanowiska.

## Wybrane kompozycje
(na podstawie materiałów źródłowych)

### Utwory kameralne
- Wariacje na kwartet smyczkowy (1832)
- Sonata fortepianowa na 4 ręce (1838)

### Utwory wokalno-instrumentalne
- 5 Tafellieder na 4 głosy męskie (1827)
- Msza D-dur na 4 głosy solowe, chór i orkiestrę (1832)
- Stabat Mater na 4 głosy i orkiestrę (1827)

### Oratoria
- Jephtha (wyst. Kolonia 1828)
- David (wyst. Halle 1830)

### Kantaty
- Worte des Glaubens (1817)
- Hiob (1820)

### Opery
- Dido (wyst. Berlin 1823)
- Ariadne (wyst. Berlin 1823)